# Ridsport vid olympiska sommarspelen 2024
Ridsport vid olympiska sommarspelen 2024 i Paris ägede rum från 27 juli till 6 augusti på slottet i Versailles, med 200 ryttare i tre discipliner för både individuella och lagtävlingar, nämligen dressyr, fälttävlan och hoppning.

## Kvalifiering
Totalt kan 200 ekipage kvala in till de olympiska tävlingarna, 75 i hoppning, 65 i fälttävlan och 60 i dressyr. Lagen i varje gren består av tre ekipage och allas resultat räknas till skillnad från lagtävlingar i VM och kontinentala mästerskap där de tre bästa av fyra lagryttares resultat räknas till lagets resultat.  Alla länder kan kvalificera ett lag i varje gren (20 lag för hoppning, 16 för fälttävlan och 15 för dressyr), lagryttarna tävlar även individuellt. Enskilda ryttare kan kvalificera sig till resterande platser i vardera gren utifrån resultat på VM, kontinentala mästerskap eller placering på Internationella ridsportförbundets ranking. Värdnationen Frankrike reserverar automatiskt en lagplats i varje disciplin.

## Tävlingsformat

### Dressyr
Dressyrtävlingen börjar med Grand Prix programmet, som fungerar som kval för både lag- och individuella tävlingar. Ryttarna lottas in i sex heat om tio ekipage vardera, med de tre första heaten planerade till den första dagen och de återstående tre heaten för den andra dagen. Heat dras på ett sådant sätt att inte mer än en ekipage per land kan tilldelas samma heat. När Grand Prix-heaten är avslutade avgörs lagets poäng genom att lägga ihop de individuella poängen för respektive lagmedlemmar. De åtta bästa rankade lagen kvalificerar sig till lagfinalen där man rider Grand Prix Special programmet, medan de två bästa individuella ryttarna från varje heat, plus de näst bästa sex rankade ryttarna, kvalificerar sig till den individuella finalen Där man rider ett Kürprogram. Varje ryttare komponerar sitt eget Kürprogram, som måste vara tonsatt och måste innehålla 16 obligatoriska rörelser. Ryttare kan skräddarsy ett program efter sina hästars styrkor, samt införliva rörelser som är svårare än de som krävs i Grand Prix eller Special (som en piruett i piaff eller flygande byten på en böjd linje) för att öka deras poäng. Individuella medaljer tilldelas baserat på poäng i Kür.

### Fälttävlan
Tävlingar om lag- och individuella medaljer pågår samtidigt. Varje ryttare, som rider på samma häst i alla moment, utför ett dressyrprov, en terrängrunda och en hopprunda. Lagmedaljer delas sedan ut genom att lägga samman poängen för lagmedlemmarna, från alla tre faserna. Laget med lägst antal straffpoäng vinner guldet. De 25 bästa individuella ryttarna efter den första hopprundan rider en andra, sista hopprunda för att fastställa individuella medaljer. 
Ryttare som av olika anledningar misslyckas med att starta eller slutföra någon av faserna elimineras från den individuella tävlingen. Lag med eliminerade ryttare får straffpoäng: 100 straffpoäng för varje eliminerad ryttare under dressyr- och hoppfasen, och 200 straffpoäng för varje eliminerad ryttare under terrängfasen. Även om de är uteslutna från det individuella tävlingen, kan eliminerade ryttare fortsätta att tävla i följande faser för sina lag, såvida de inte blev eliminerade på grund av hälta, hästfall, hästmisshandel eller på annat sätt diskvalificerades. Lag kan dessutom sätta in en reservryttare när som helst under tävlingen, i ett sådant fall tilldelas respektive lag ytterligare 20 straffpoäng.

### Hoppning
De individuella och lagtävlingar avgörs separat. Första dagen av lagtävlingen fungerar som ett kval och är öppen för totalt 20 lag. Banan i lagkvalet består av 12 till 14 hinder med maximalt 17 språng och skall inkludera en trekombination samt minst en tvåkombination, hindren skall vara mellan 140 till 165 centimeter höga. Lagen rangordnas efter lagmedlemmarnas summerade hinderfel och tidsfel. Det tio främsta lagen går vidare till den andra dagens lagfinal, om flera lag är lika placerade som tionde lag skiljs lagen åt genom tiden i lagkvalet. Lagfinalen rids på en bana som består av 12 till 14 hinder med maximalt 18 språng och skall inkludera en trekombination samt minst en tvåkombination, hindren skall vara mellan 140 till 165 centimeter höga. Lagen rankas återigen baserat på det ackumulerade antalet straffpoäng för sina lagmedlemmar. Om två eller flera lag är lika placerade för en medaljposition, skiljs lagen åt i en separat omhoppning.

Efter två dagars vila börjar den individuell tävling och pågår i två dagar. Första tävlingsdagen fungerar som ett kval, där totalt 75 ryttare får starta. Varje ryttare tar sig an samma bana, som inkluderar 12 till 14 hinder med maximalt 17 språng. Ryttare rankas baserat på det ackumulerade antalet straffpoäng, och de 30 bästa går vidare till den individuella finalen. I händelse av lika placering för den sista kvalplatsen, skiljs tävlande åt med tiden för sin omgång. Den individuella finalen hålls på en annan bana som inkluderar 12 till 15 hinder med maximalt 19 språng. Idrottare rankas återigen baserat på det ackumulerade antalet straffpoäng. Om två eller flera ryttare är oavgjorda för en medaljposition, skiljs ryttarna åt i en omhoppning.

## Tävlingsschema
| Datum     | Start | Slut  | Tävling                | Fas                  |
| --------- | ----- | ----- | ---------------------- | -------------------- |
| 27 juli   | 09:30 | 18:30 | Individuell fälttävlan | Dressyr              |
| 27 juli   | 09:30 | 18:30 | Lagfälttävlan          | Dressyr              |
| 28 juli   | 10:30 | 15:00 | Individuell fälttävlan | Terräng              |
| 28 juli   | 10:30 | 15:00 | Lagfälttävlan          | Terräng              |
| 29 juli   | 11:00 | 13:30 | Lagfälttävlan          | Hoppning             |
| 29 juli   | 15:00 | 16:00 | Individuell fälttävlan | Hoppning             |
| 30 juli   | 11:00 | 16:30 | Individuell dressyr    | Dressyr Grand Prix   |
| 30 juli   | 11:00 | 16:30 | Lagdressyr             | Dressyr Grand Prix   |
| 31 juli   | 10:00 | 15:30 | Individuell dressyr    | Dressyr Grand Prix   |
| 31 juli   | 10:00 | 15:30 | Lagdressyr             | Dressyr Grand Prix   |
| 1 augusti | 11:00 | 14:00 | Laghoppning            | Lagkval              |
| 2 augusti | 14:00 | 16:00 | Laghoppning            | Lagfinal             |
| 3 augusti | 10:00 | 15:30 | Lagdressyr             | Grand Prix Special   |
| 4 augusti | 10:00 | 14:00 | Individuell dressyr    | Grand Prix Freestyle |
| 5 augusti | 14:00 | 18:00 | Individuell hoppning   | Kval                 |
| 6 augusti | 10:00 | 12:00 | Individuell hoppning   | Final                |

## Deltagande nationer
- Argentina (1)
- Australien (9)
- Österrike (8)
- Belgien (9)
- Brasilien (9)
- Kanada (9)
- Chile (1)
- Kina (2)
- Colombia (1)
- Tjeckien (1)
- Danmark (3)
- Dominikanska republiken (1)
- Ecuador (1)
- Egypten (1)
- Estland (1)
- Finland (5)
- Frankrike (9)
- Tyskland (9)
- Storbritannien (9)
- Grekland (1)
- Ungern (1)
- Indien (1)
- Irland (6)
- Israel (3)
- Italien (3)
- Japan (6)
- Sydkorea (1)
- Lettland (1)
- Litauen (2)
- Luxemburg (2)
- Moldavien (1)
- Mexiko (3)
- Marocko (1)
- Nederländerna (9)
- Norge (2)
- Nya Zeeland (2)
- Polen (9)
- Portugal (5)
- Saudiarabien (3)
- Singapore (1)
- Sydafrika (1)
- Spanien (8)
- Sverige (9)
- Schweiz (6)
- Syrien (1)
- Thailand (1)
- Förenade Arabemiraten (3)
- USA (9)
- Venezuela (1)

## Officiella delegater
Utnämningen av officiella delegater är enligt följande:
Hoppning
- Frances Hesketh-Jones (Ground Jury President)
- Patrice Alvado (Ground Jury Member)
- Karoly Fugli (Ground Jury Member)
- Harry Braspenning (Ground Jury Member)
- David M. Distler (Ground Jury Member)
- Guillerme Nogueria Jorge (Technical Delegate)
- Santiago Varela Ullastres (Banbyggare)
- Gregory Bodo (Banbyggare)

Dressyr
- Raphael Saleh (Ground Jury President)
- Susanne Baarup (Ground Jury Member)
- Mariette Sanders- van Gansewinkel (Ground Jury Member)
- Isobel Wessels (Ground Jury Member)
- Michael Osinski (Ground Jury Member)
- Henning Lehrmann (Ground Jury Member)
- Magnus Ringmark (Ground Jury Member)
- Vincenzo Truppa (Technical Delegate)

Fälttävlan
- Christina Klingspor (Ground Jury President)
- Xavier Le Sauce (Ground Jury Member)
- Robert Stevenson (Ground Jury Member)
- Marcin Konarski (Technical Delegate)
- Pierre Le Goupil (Banbyggare)

## Medaljsammanfattning
| Gren                                | Guld | Silver | Brons |  |  |  |
| Individuell dressyr Detaljer...     | Jessica von Bredow-Werndl med TSF Dalera BB Tyskland                                                            | Isabell Werth med Wendy Tyskland                                                                                        | Charlotte Fry med Glamourdale Storbritannien                                                                                               |  |  |  |
| Lagtävling i dressyr Detaljer...    | Tyskland Frederic Wandres med Bluetooth Old Isabell Werth med Wendy Jessica von Bredow-Werndl med TSF Dalera BB | Danmark Daniel Bachmann Andersen med Vayron Nanna Merrald Rasmussen med Zepter Cathrine Laudrup-Dufour med Freestyle    | Storbritannien Becky Moody med Jagerbomb Carl Hester med Fame Charlotte Fry med Glamourdale                                                |  |  |  |
|                                     | | | |  |  |  |
| Individuell fälttävlan Detaljer...  | Michael Jung med Chipmunk Frh Tyskland                                                                          | Christopher Burton med Shadow Man Australien                                                                            | Laura Collett med London 52 Storbritannien                                                                                                 |  |  |  |
| Lagtävling i fälttävlan Detaljer... | Storbritannien Rosalind Canter med Lordships Graffalo Tom McEwen med JD Dublin Laura Collett med London 52      | Frankrike Nicolas Touzaint med Diabolo Menthe Karim Laghouag med Triton Fontaine Stéphane Landois med Chaman Dumontceau | Japan Toshiyuki Tanaka med Jefferson Kazuma Tomoto med Vinci De La Vigne Yoshiaki Oiwa med Mgh Grafton Street Ryuzo Kitajima med Cekatinka |  |  |  |
|                                     | | | |  |  |  |
| Individuell hoppning Detaljer...    | Christian Kukuk med Checker 47 Tyskland                                                                         | Steve Guerdat med Dynamix de Belheme Schweiz                                                                            | Maikel van der Vleuten med Beauville Z Nederländerna                                                                                       |  |  |  |
| Lagtävling i hoppning Detaljer...   | Storbritannien Ben Maher med Dallas Vegas Batilly Harry Charles med Romeo 88 Scott Brash med Jefferson          | USA Laura Kraut med Baloutinue Karl Cook med Caracole de la Roque McLain Ward med Ilex                                  | Frankrike Simon Delestre med I.Alemusina R 51 Olivier Perreau med Dorai D'Aiguilly Julien Epaillard med Dubai du Cèdre                     |  |  |  |

Denna tabell: visa • redigera